# 銀河艦隊

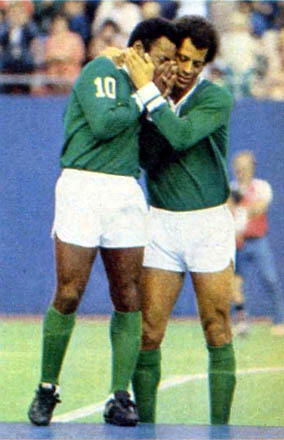
纽约宇宙引入的巴西皇牌比利和卡路士阿爾拔圖。

銀河艦隊（西班牙語：Galácticos)，是西班牙班霸球隊皇家馬德里在主席弗洛伦蒂诺·佩雷斯的帶領下推動重金打造的巨星政策，他的首個任期中，每年必定至少引入一名超級球星加盟，亦即所謂的一年一星政策。
銀河艦隊本身帶有的正面和负面的意味。 起初，它被用来强调享負盛名的超级球星以及建造一支世界级的球队。但後期則常以貶義的姿態出現，因皇馬在一擲千金下，仍然在西甲聯賽和歐聯均未能取得理想的戰績，因此常被傳媒揶揄。

## 第一代銀河艦隊——6條A時期（2000-2007年）

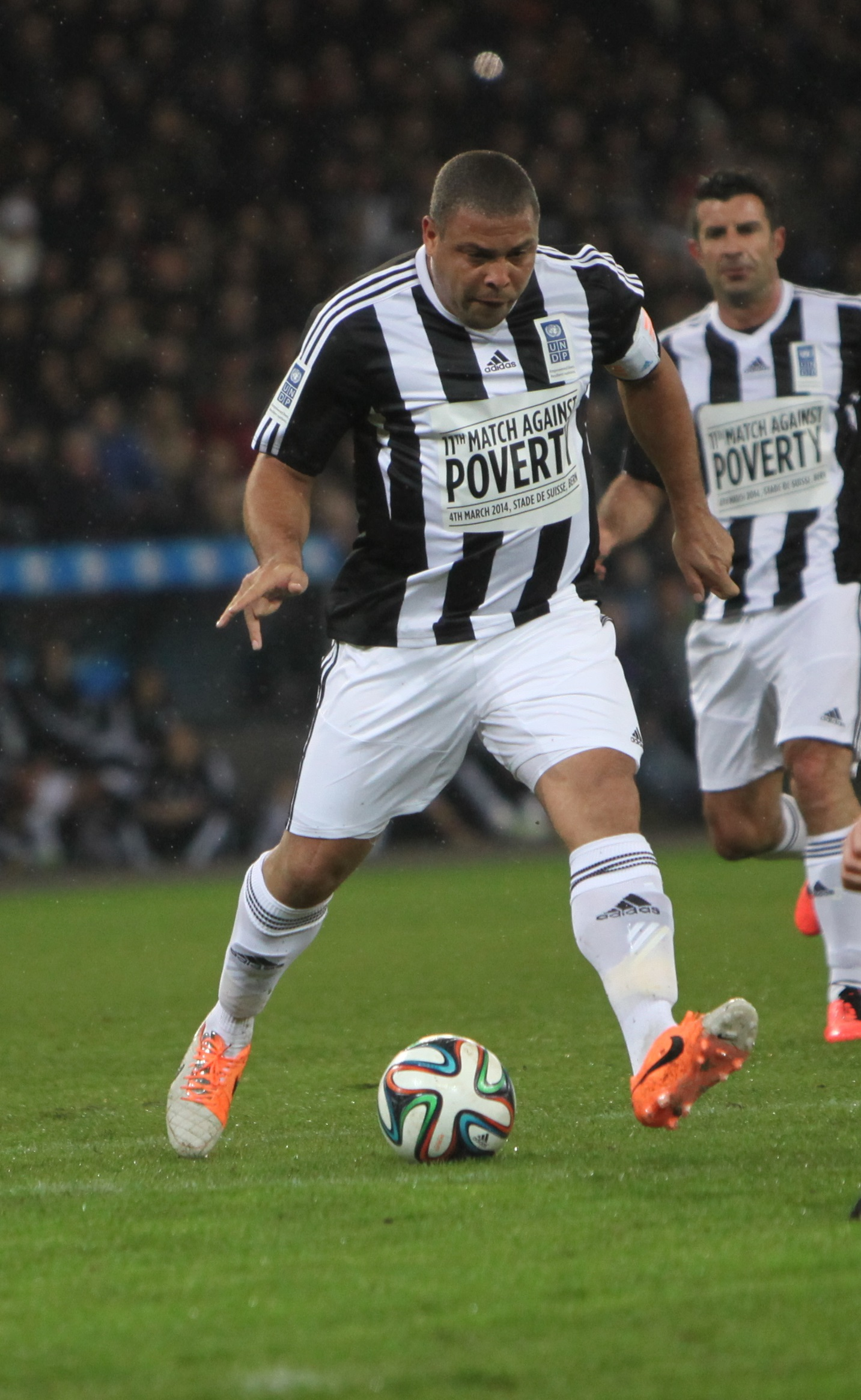
皇馬在千禧年初斥資逾1億歐羅引入朗拿度和費高 (2014 年圖片)

佩雷斯在2000年走馬上任後，便致力打造一次巨星雲集的球隊，銀河艦隊這個詞語亦隨之誕生。這段時期在華文媒體以6條A形容，當中包括青訓射手魯爾、葡萄牙中場核心費高、法國球王施丹、巴西神鋒朗拿度、英國萬人迷碧咸和巴西重炮手卡路士。球隊曾於2003年應邀在香港踢友賽，風靡全港並創造電視史上最高收視紀錄。6條A年代由2007年碧咸離隊後作結，重金加盟成員包括:
- 費高 – 2000年從宿敵巴塞隆拿以6200萬歐元加盟，因此曾被巴塞球迷襲擊。葡萄牙絕對的中場核心，2004年帶領葡萄牙奪得歐國盃亞軍
- 施丹 – 2001年以破紀錄的7750萬歐元從祖雲達斯加盟，法國球王，以一己之力帶領法國贏得1998年世界盃冠軍及以絕對核心身份贏得2000年歐國盃冠軍及2002年歐聯冠軍
- 朗拿度 – 2002年從國際米蘭以4600萬歐元加盟，綽號「大哨」，又名「外星人」，憑其歷史級的腳法和速度成為當代神鋒，2002年世界盃決賽包辦兩球助巴西贏得冠軍
- 碧咸 – 2003年以3700萬歐元身價從曼聯羅致，憑英俊外表獲公認為足球界的「萬人迷」，成名絕技為七旋斬，精準的長傳以及精妙的罰球均是他的賣點

此外，還有兩名並非巨額收購的巨星:
- 魯爾 - 1994年從皇馬青訓學院畢業，隨即加入皇馬一隊，後來亦成為6條A成員。
- 羅拔圖·卡路士 - 1996年從國際米蘭加盟，卻成為了巴西當代最強左閘，其左腳重炮及罰球能力更是其最強武器，助攻能力超強

戰績：3次西甲冠軍（2001、2003、2007）、1次歐聯冠軍（2002）。
在銀河艦隊成立初期，皇馬一直保持佳績，曾一度創出在2000至2003年間，接連奪得歐聯及西甲冠軍的成積。可惜，自碧咸加盟後，因收購的球星一直以進攻球員為主，引起隊中防守球員不滿。防守核心馬基利尼先在2003年轉投車路士，加上沉寂一時的巴塞隆拿因朗拿甸奴的加盟而復甦，令皇馬自2004起戰迅速下滑。先是歐聯8強出局，其後6年亦只打入16強，西甲聯賽亦一直被巴塞隆拿超越。另外，由於不少球星的位置重疊（如費高及碧咸皆是右中場），加上年事已高，令第一代銀河鑑隊成員自2005起逐漸離隊，如施丹在2005年合約完結後退役（不過在翌年世界盃再度復出），費高亦於同年轉投國際米蘭。2006年，卡比路回歸擔任領隊，並針對球隊進行大改革，隊中球星幾乎失去正選位置，朗拿度於2007年1月轉投AC米蘭，但球隊成績不跌反升，終再次取得西甲冠軍，唯其後碧咸及卡路士亦離隊，意味著第一代銀河鑑隊正式瓦解，佩雷斯亦黯然下台。

## 第二代銀河艦隊——穆里尼奧、安切洛蒂、齊達內時期（2009年至今）
隨著佩雷斯於2009年再度成為皇馬主席，並再次打造一支新的銀河鑑隊。吸收過第一代銀河鑑隊的教訓，皇馬於收購球星時，除考慮名氣，亦會顧及球隊的戰術需要。故相比第一代銀河鑑隊，第二代的持續時間更長，重金加盟成員包括：
- 基斯坦奴·朗拿度-2009年從英超豪門曼聯以9400萬歐元加盟，為當時最強前鋒之一，以其花俏的過人以及各式的射門與頭球聞名，為曼聯拿下2008年歐冠，同時拿下2008年金球獎
- 卡卡-2009年從義甲豪門AC米蘭以6700萬歐元加盟，當時最佳進攻中場，以其帶球突破及遠射為人熟知，曾幫助AC米蘭拿下2007年歐冠，並斬獲當年金球獎
- 卡里姆·本澤馬-2009年從法甲勁旅里昂以3500萬歐元加盟，有著優秀的跑位及終結能力，曾被選為法甲07/08賽季最佳球員
- 哈維·阿隆索-2009年從英超豪門利物浦以3450萬歐元加盟，長傳、防守是他的技術特點，作為一名防守中場，遠射及十二碼也是不在話下，曾幫助利物浦在決賽攻入一球拿下2005年歐冠冠軍
- 梅蘇特·厄齊爾-2010年從德甲勁旅文達不來梅以1800萬歐元加盟，以他優秀的創造機會能力聞名，更是有不俗的視野，能擔任攻擊中場也可以客串翼鋒
- 安赫爾·迪馬利亞-2010年從葡超勁旅本菲卡以3300萬歐元加盟，作為進攻端的重要角色，他的快速突破及跑動讓他可以從翼鋒被改造為一名稱職的中場，配合皇馬的快速反擊讓他成為重要球員
- 盧卡·莫德里奇-2012年從英超勁旅熱刺以3500萬歐元加盟，優秀的腳下技術和傳球能力，策動球隊的進攻，成為皇馬的中場核心
- 加雷斯·貝爾-2013年從英超勁旅熱刺以破紀錄的1.01億歐元加盟，極快的速度及出色的射門能力，使他成為皇馬鋒線的最後一塊拼圖，更是開啟輝煌的BBC連線時代
- 伊斯科·阿拉爾孔-2013年從西甲黑馬馬拉加以3000萬歐元加盟，2012年歐洲金童獎得主，以他的傳球及盤帶聞名，更幫助馬拉加歷史性殺入歐冠八強
- 托尼·克羅斯-2014年從德甲班霸拜仁慕尼黑以2500萬歐元加盟，攻守兼備，不管是自由球和策應能力，又或者補位至左後衛皆可勝任
- 哈梅斯·羅德里奎茲-2014從法甲勁旅摩納哥以7500萬歐元加盟，遠射及盤帶讓他可以擔任翼鋒及攻擊中場，他的跑位也是一流，更在2014世界盃大放異彩，成為當季金靴獎